# Фрідріх Гоутерманс
Фрідріх Гоутерманс (нім. Friedrich Georg Houtermans; 22 січня 1903, Сопот, Східна Пруссія — 1 березня 1966) — німецький учений (фахівець з ядерної фізики та космохімії) нідерландського походження, який працював в Німеччині, Швейцарії та СРСР.
Почав навчання в Геттінгенському університеті Георга-Августа в 1921, де в 1927 році захистив докторську дисертацію під керівництвом Джеймса Франка. Потім 1932 року отримав ступінь габілітованого доктора під керівництвом Ґустава Герца в Берлінській вищій технічній школі. Ще в ході роботи Гоутерманса над докторською дисертацією Герц і Франк удостоїлися в 1925 Нобелівської премії з фізики.
Навчаючись в Геттінгені, Гоутерманс познайомився з Енріко Фермі, Георгієм Гамовим, Вернером Гейзенбергом, Вольфгангом Паулі і Віктором Фредеріком Вайскопфом. Гоутерманс і Гамов провели піонерські дослідження по квантовому тунелюванню в 1928. Наступного року Гоутерманс і Роберт Аткінсон провели перші розрахунки зоряних термоядерних реакцій. На їх розрахунках грунтувалися Карл Фрідріх фон Вайцзеккер і Ганс Бете, які в 1939 році запропонували визнану нині теорію генерації зоряної термоядерної енергії.
У 1932—1933 рр. Гоутерманс викладав в Берлінській вищій технічній школі і був асистентом Герца. Там він познайомився з такими вченими, як Патрік Блекетт, Макс фон Лауе і Лео Сілард.